# بدر الجمالی
بدرالجمالی وزیر المستنصر و از افراد قدرتمند حکومتی بود. پس از مرگ وزیر ابوالقاسم علی بن احمد جرائی در سال ۴۲۷ هجری به دلیل کم سن بودن المستنصر، مادرش امور را به دست گرفت. او به مغربی‌ها که بخش اعظم سپاه بودند توجه بیشتری نشان داد و این مسئله باعث نزاع بین مغربی‌ها و ترکان شد. در زمان وزارت ابوالفرج عبدالله بن محمد بابلی، وزیر فلسطینی المستنصر، گرایش به سمت مغربی‌ها دو چندان شد و جنگ بین آن‌ها شدیدتر. ترکان در این نزاع پیروز شدند. در آن هنگام بدرالجمالی حکومت عکا را در دست داشت که به خواست خلیفه در جمادی‌الاولی سال ۴۶۶ هجری به مصر آمد. او سپاه را سامان داد و به «السید الاجل امیر الجیوش» مشهور شد و اوضاع را آرام کرد.
پس از او فرزندش افضل ملقب به شاهنشاه در سال ۴۸۷ هجری امور مصر را به دست گرفت. چند ماه از وزارت او نگذشته بود که خلیفه از دنیا رفت و با سیاست افضل، اولین انشعاب شکل گرفت. وی مانع به حکومت رسیدن نزار فرزند ارشد خلیفه شد و المستعلی بالله که شوهر خواهرش بود را به قدرت رساند و نزار در اسکندریه توسط سپاهیان افضل کشته‌شد. در دوران خلافت الامر باحکام الله که از سال ۴۹۵ تا ۵۲۴ هجری قمری طول کشید افضل قدرت برتر مصر بود او حکومت را به صورت موقت از قاهره به جنوب فسطاط انتقال داد و آن‌جا را دارالملک نامید و دیوان‌ها را به آن مرکز منتقل کرد. او مسیحیان را نیز در حکومت خود به کار گرفت، مثل ابوالبرکات یوحنا بن ابولیث نصرانی که در دیوان تحقیق مشغول به کار بود. افضل خود توسط یکی از غلامان خلیفه الآمر باحکام الله در شب فطر سال ۵۱۵ هجری به قتل رسید.